# Vernissage, Jerevan

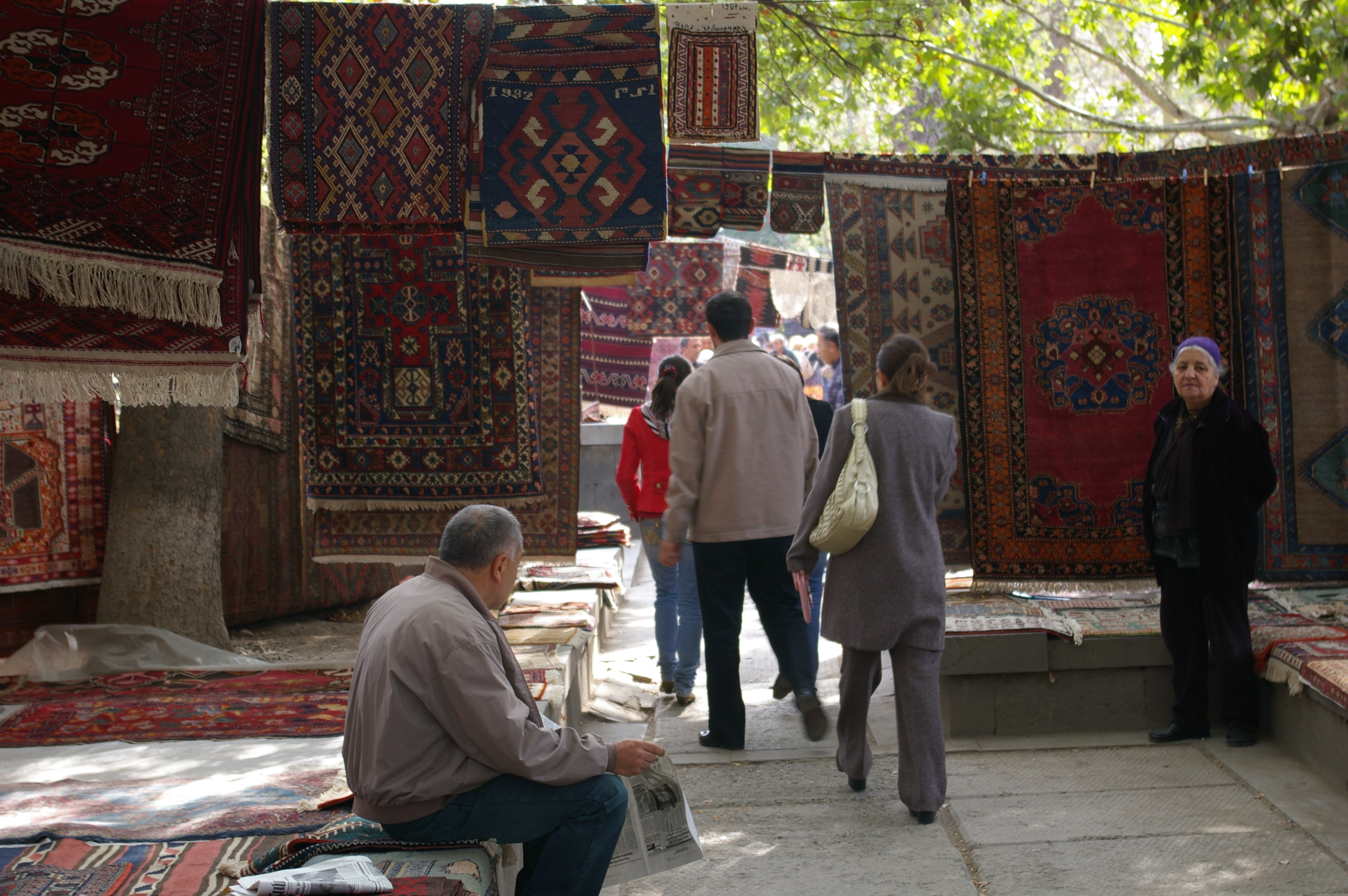
Armeniska mattor

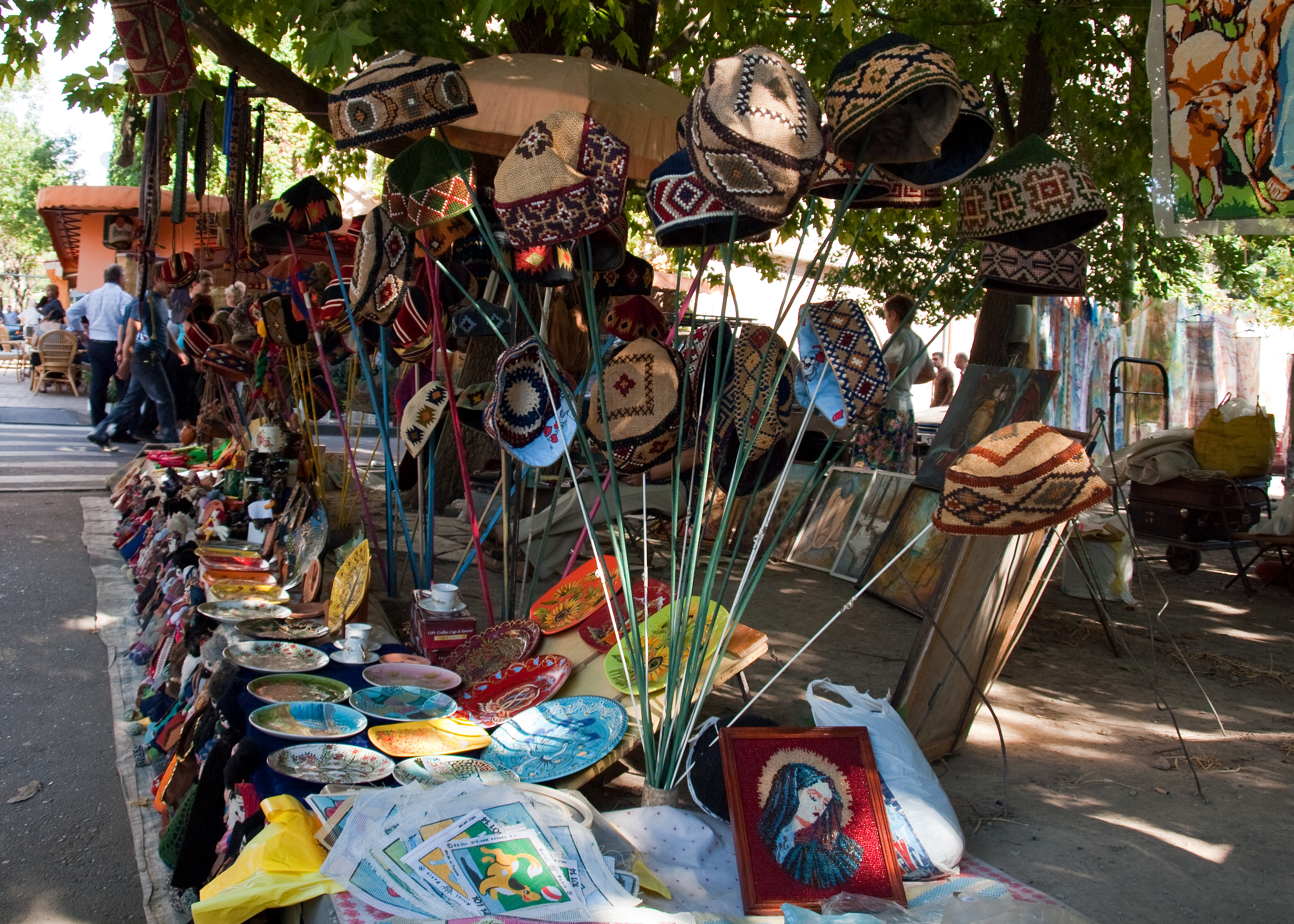
Hattar

Vernissage (armeniska: Վերնիսաժ (Vernisazj)) är en stor utomhusmarknad i Jerevan i Armenien. Marknadens namn kommer från franska språkets ord "vernissage". Marknaden ligger längs Aram- och Buzandgatorna på en sträcka av 350 meter, mellan Hanrapetutiangatan (Republikgatan) och Chandzjiangatan. På marknaden handlas huvudsakligen med olika typer av armenisk konsthantverksproduktion, inklusive armeniska mattor.
Vernissage är öppen under veckosluten. Den organiserades under 1980-talet av armeniska konstnärer, som började ställa ut egna konstverk på torget intill Armeniska konstnärsförbundets hus, nuvarande Charles Aznavourtorget. Andra konstnärer hade utnyttjat de park som ligger vid Komitas konserthus för kammarmusik för att visa sina verk. Senare flyttade Vernissage-marknaden till Martiros Sarjanparken framför Jerevans operahus. Efter hand växte marknaden i omfattning och till slut flyttade den till Aram- och Buzandgatorna, med början vid tunnelbanestationen Republikens plats och slut vid statyn över Vardan Mamikonjan. Målarna har dock fortsatt att sälja sina konstverk i Martiros Sarjanparken.
Förutom snidade trä- och andra konsthantverksprodukter, traditionella mattor och samlingar av gamla mynt och medaljer, säljs böcker, smycken, musikinstrument och elektroniska varor och till och med husdjur på marknaden.

## Bildgalleri

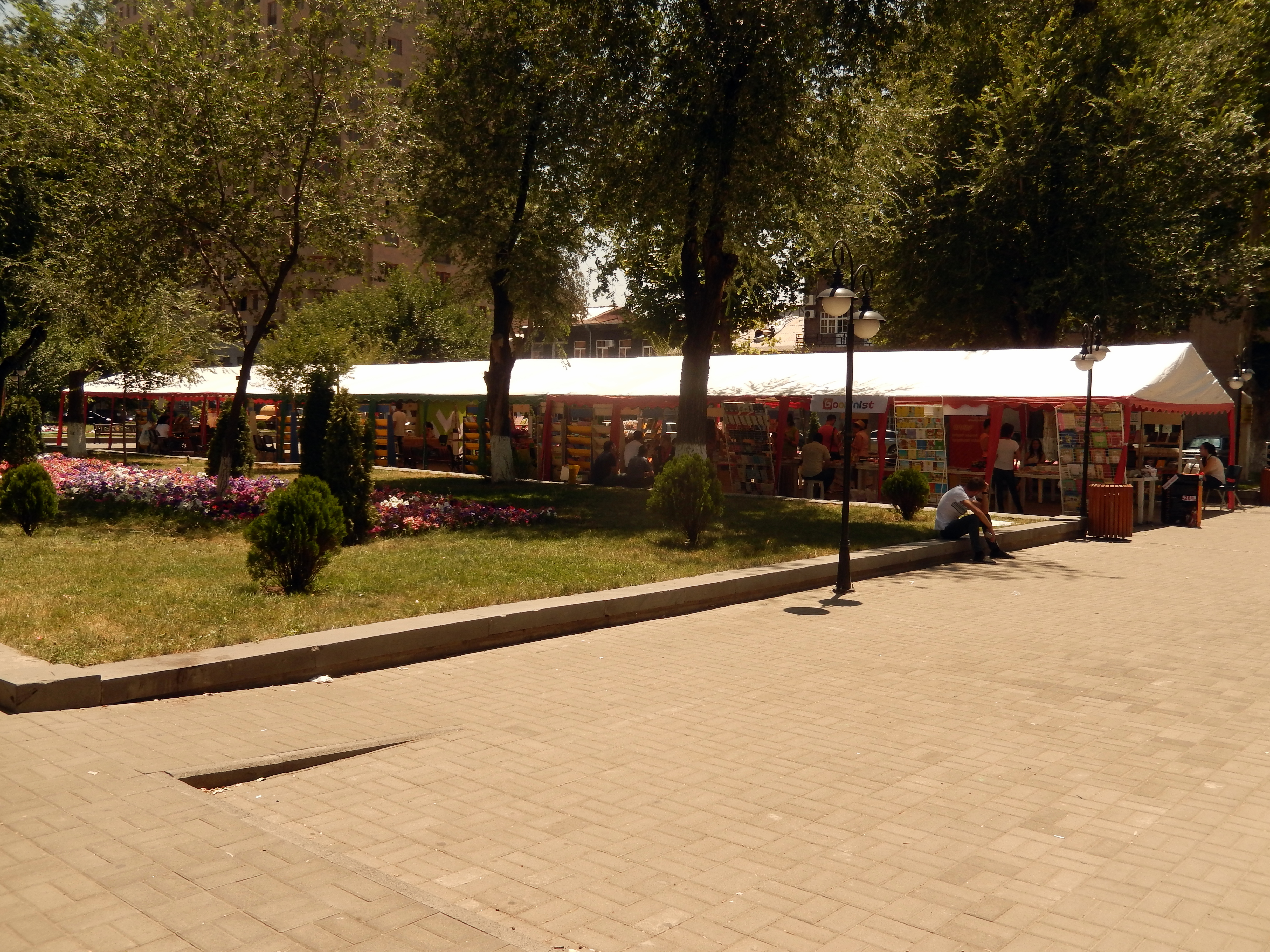
Bokmarknad
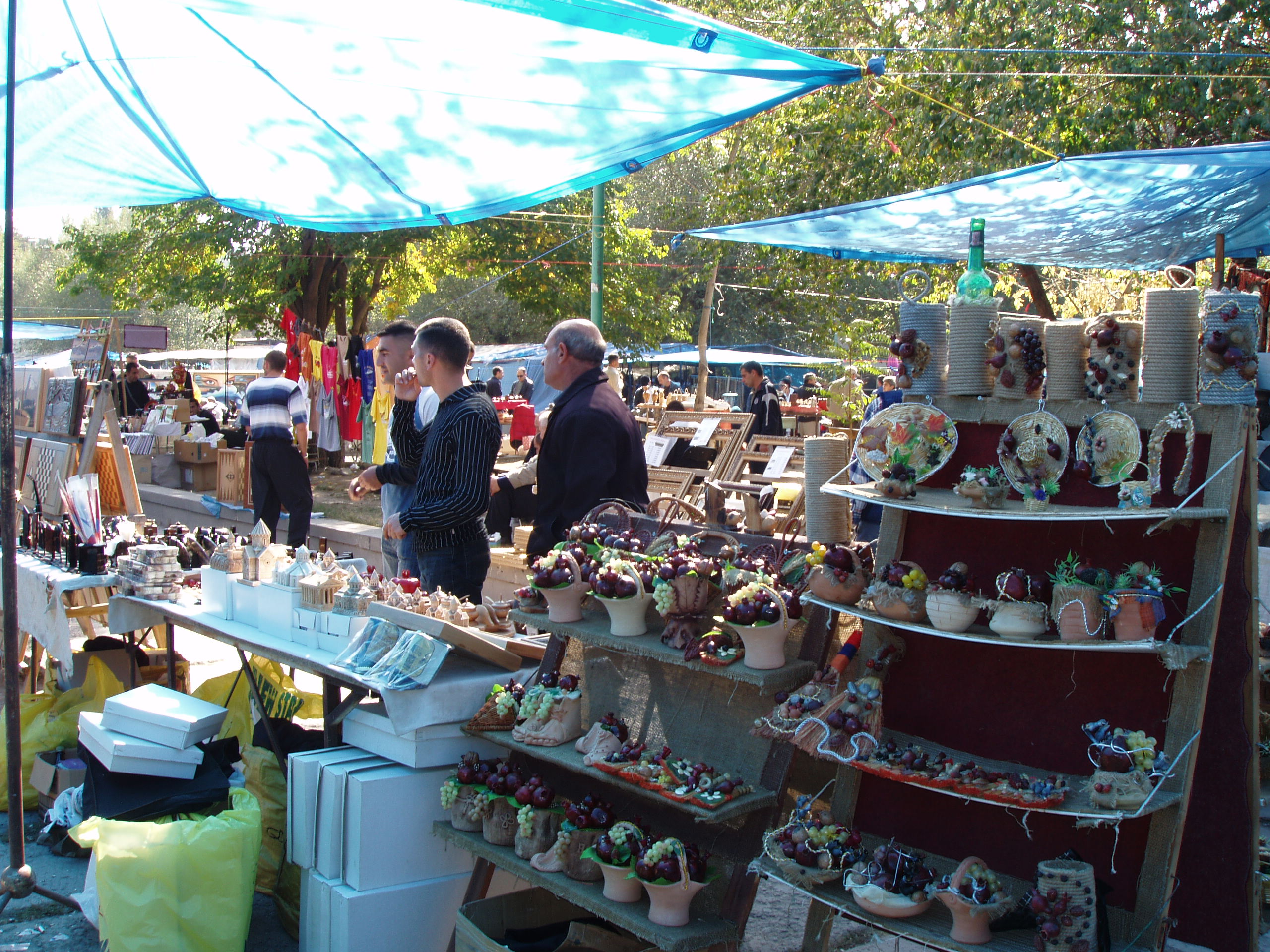
Bric-à-brac
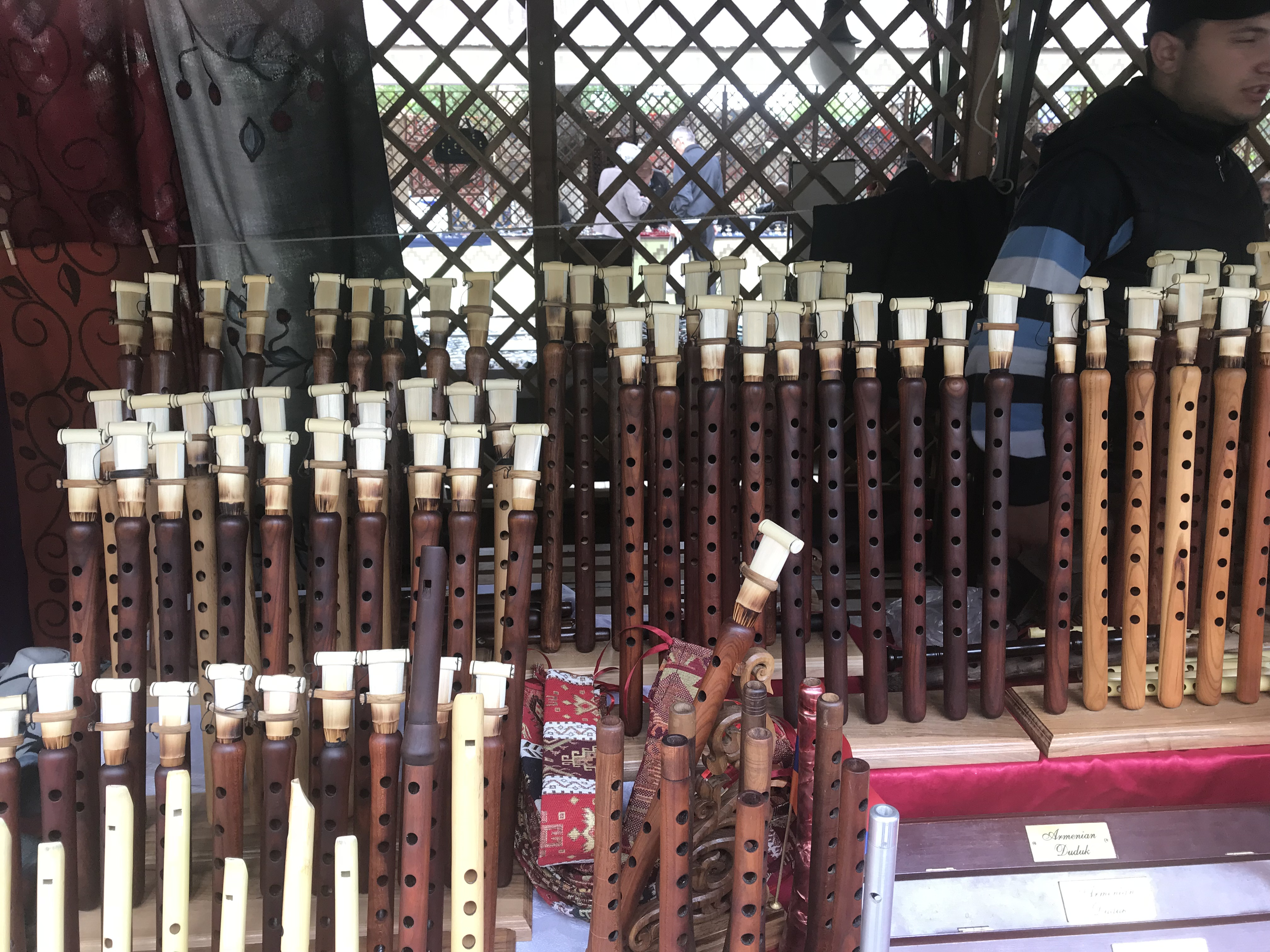
Musikinstrument
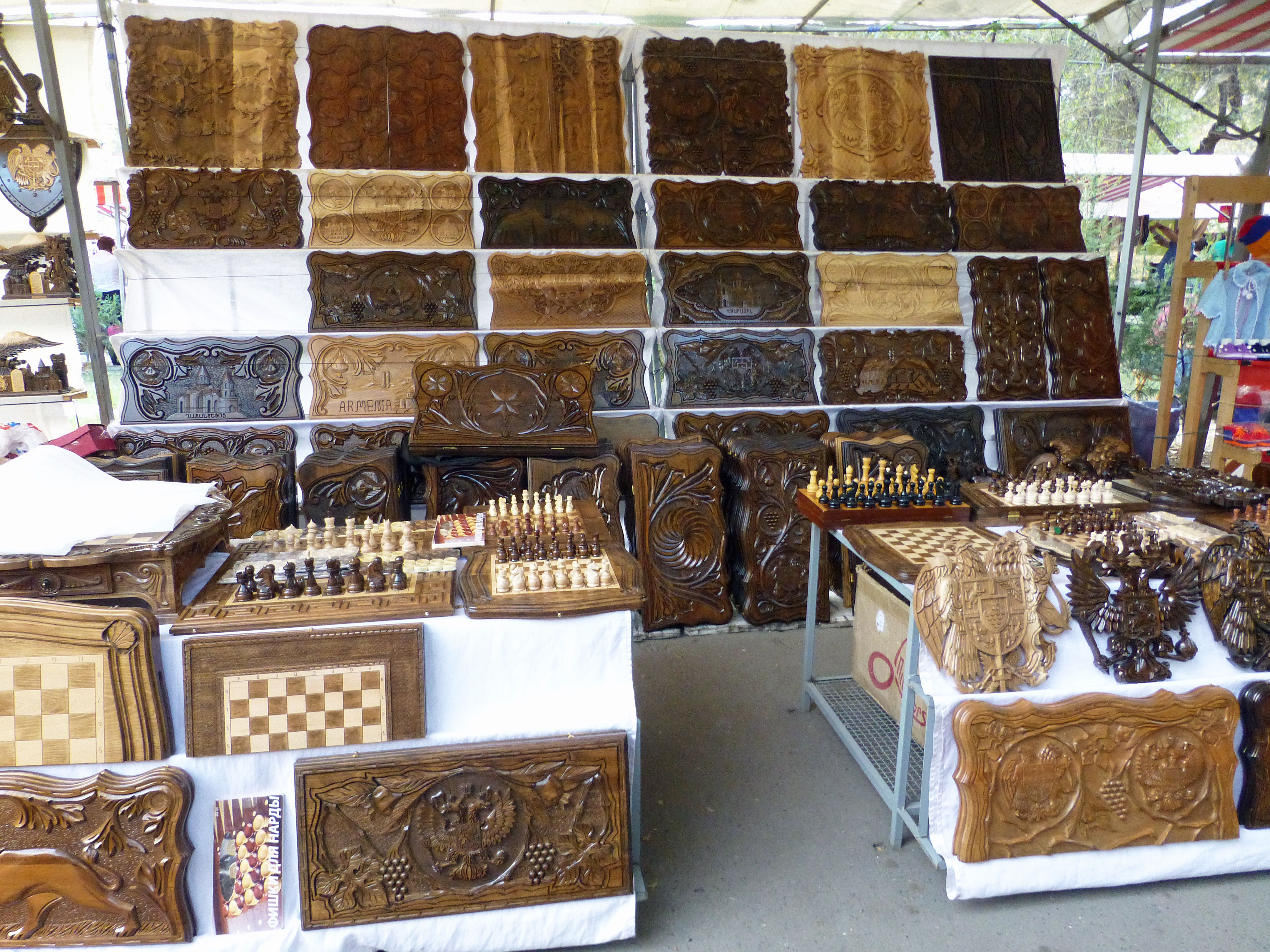
Snidat trä
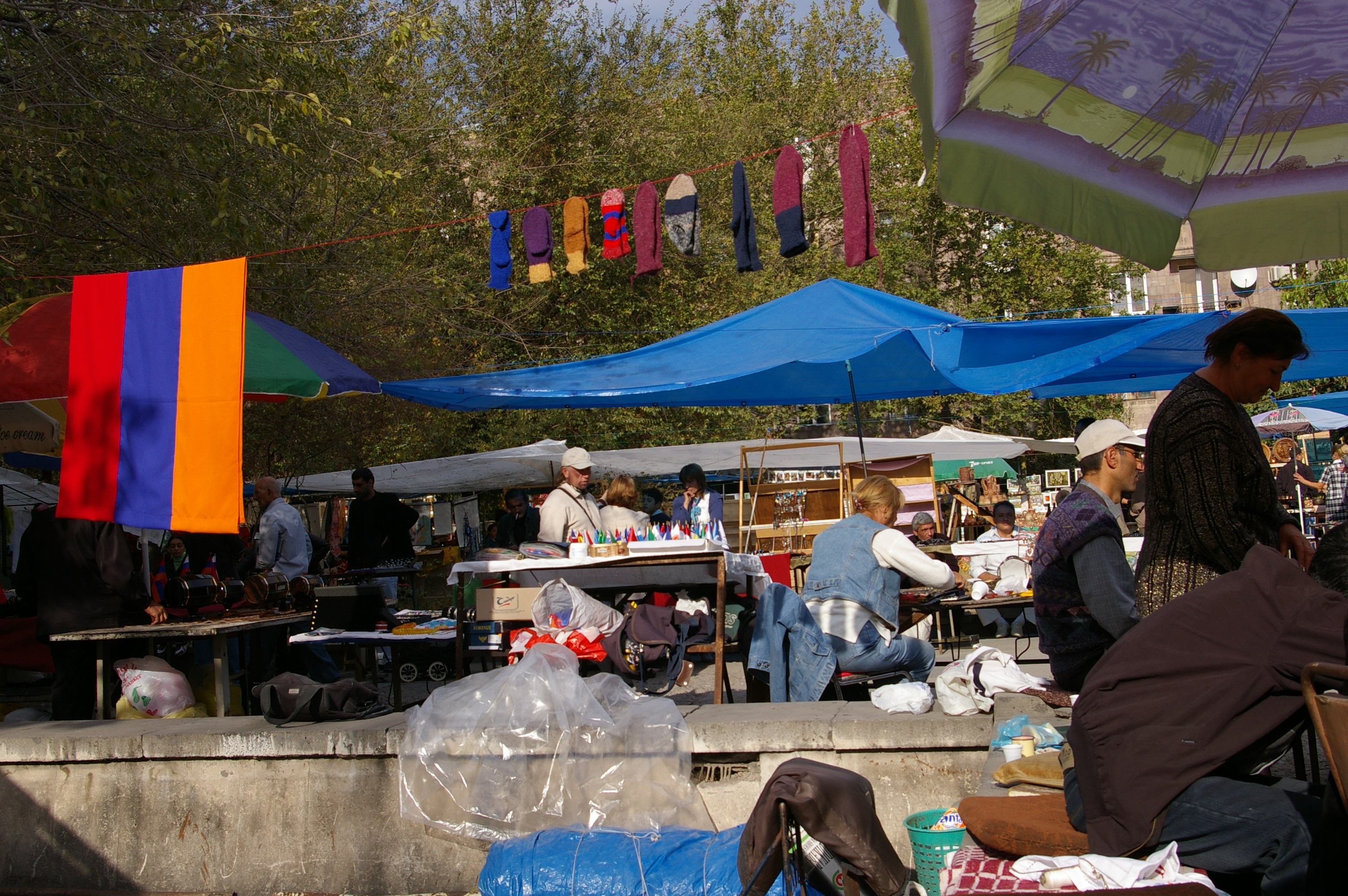
Konsthantverk
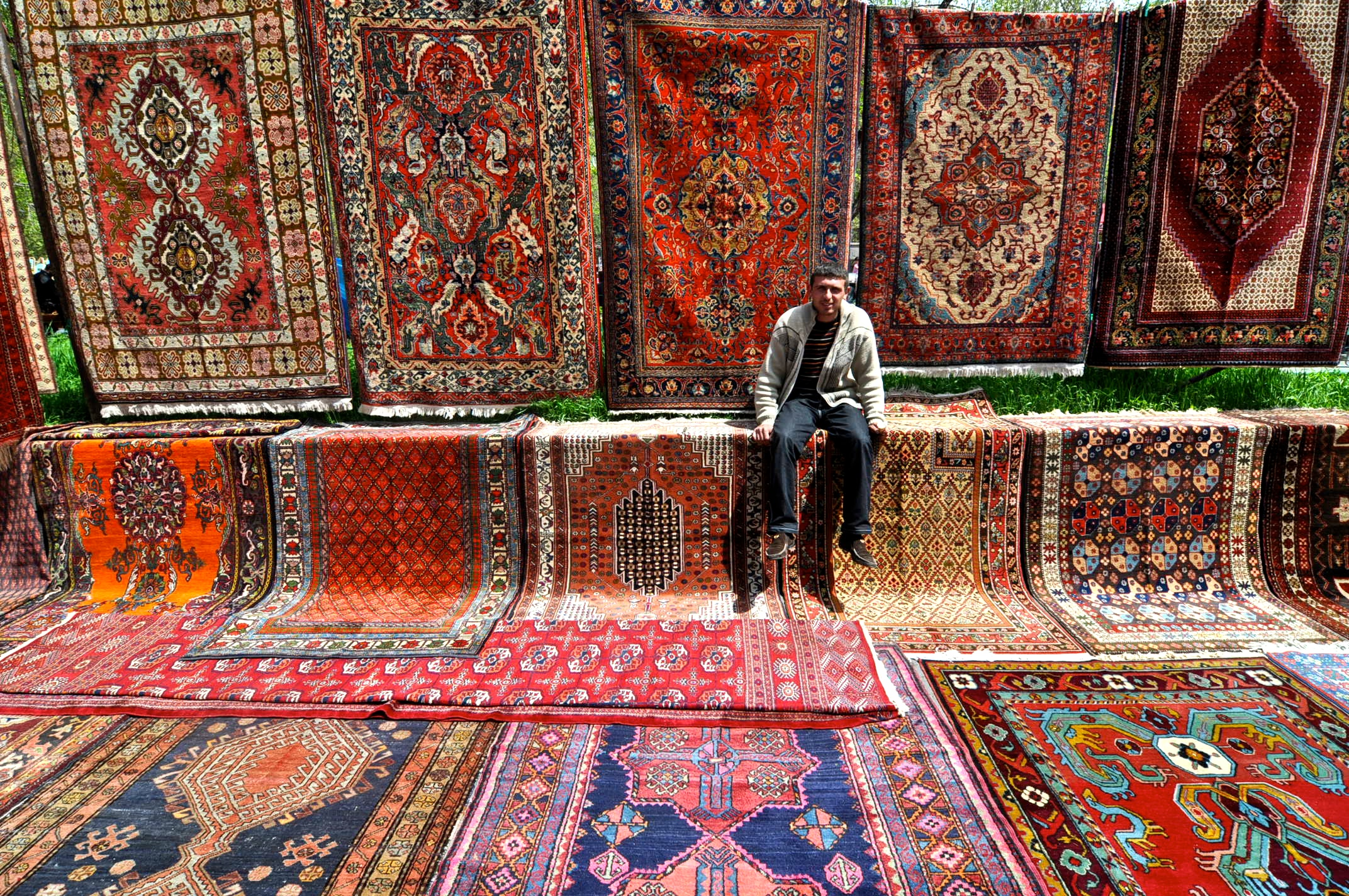
Armeniska mattor
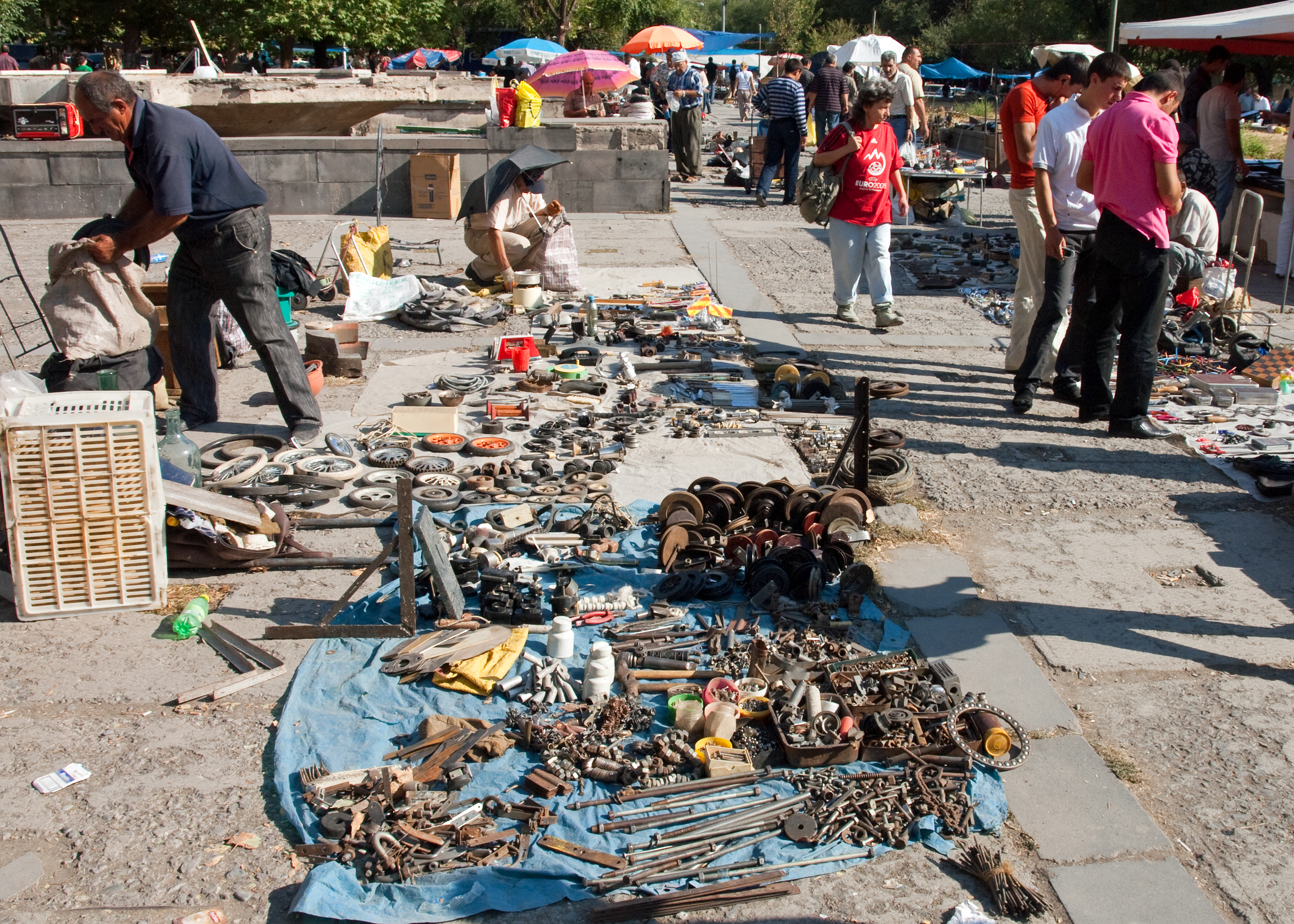
Metallvaror